# Raspinell gorjabrú
El raspinell gorjabrú (Certhia discolor) és una espècie d'ocell de la família dels cèrtids (Certhiidae) que habita boscos de muntanya del Nepal, Tibet i nord-oest de l'Índia.